# Sonorama 2023
El Sonorama 2023, o Sonorama Ribera 2023, fue la XXVIª edición del Festival Sonorama, y se celebró en la ciudad española de Aranda de Duero (Burgos), entre el 9 y el 13 de agosto de 2023. Fue organizado por la asociación cultural, y sin ánimo de lucro, "Art de Troya".
Como en anteriores ediciones, las actuaciones fueron llevadas a cabo en el recinto principal y en varias plazas emblemáticas de Aranda. La organización estimó que habían acudido unas 150 000 asistentes totales, que fueron considerados un récord de público y de impacto económico, por lo que fue considerada una edición histórica. En el aspecto musical, la organización optó por un elenco exclusivamente nacional, con la excepción de la banda estadounidense Wilco, que actuó como cabeza de cartel.

## Cartel

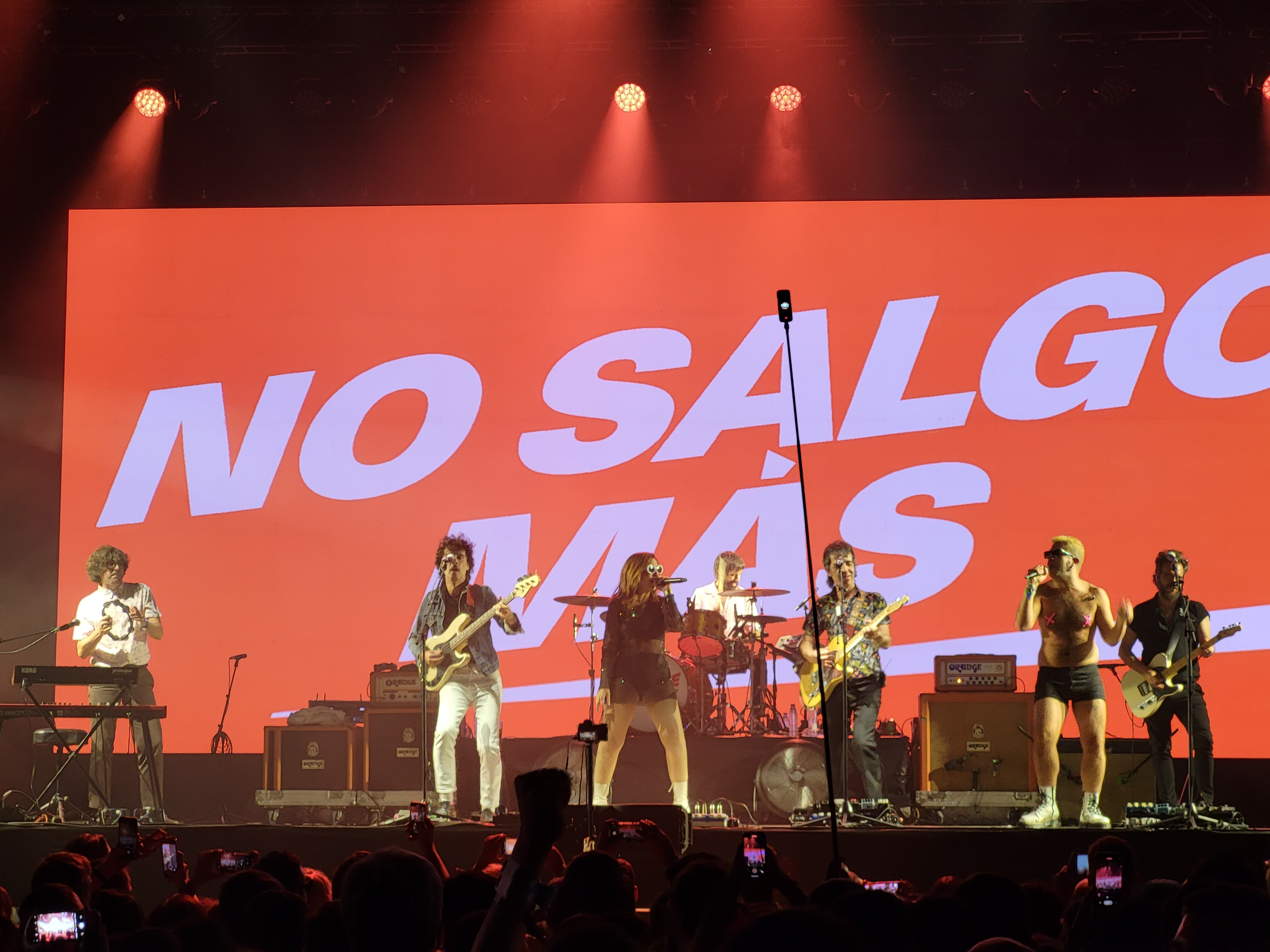
Concierto de Sidonie, acompañados por Ladilla Rusa, durante el festival.

### 9 de agosto
El miércoles 9 de agosto no hubo actuaciones en los dos escenarios principales, pero sí en la plaza del Trigo y la plaza de la Sal del centro de Aranda y en los escenarios secundarios del recinto.

### 10 de agosto
Escenario Ribera
- 19 horas: Sienna
- 20:30 horas: El Drogas (40.º aniversario Barricada)
- 22:15 horas: Elefantes y amigos
- 0:15 horas: Miss Caffeina
- 2:05 horas: Ayax y Prok
- 3:55 horas: Les Castizos

Escenario Aranda
- 19:40 horas: Carlos Sadness
- 21:20 horas: Xoel López
- 23:15 horas: Lori Meyers
- 1:10 horas: León Benavente
- 3:05 horas: Mastodonte

### 11 de agosto
Escenario Ribera
- 19:00 horas: Leo Rizzi
- 20:30 horas: Ginebras
- 22:20 horas: Viva Suecia
- 00:15 horas: Vetusta Morla
- 2:20 horas: La Pegatina
- 4:20 horas: INNMIR

Escenario Aranda
- 19:40 horas: Morgan
- 21:20 horas: Jorge Drexler
- 23:25 horas: Second
- 1:25 horas: Sidonie
- 3:20 horas: Carolina Durante

### 12 de agosto
Escenario Ribera
- 19:40 horas: Nena Daconte
- 21:20 horas: Wilco

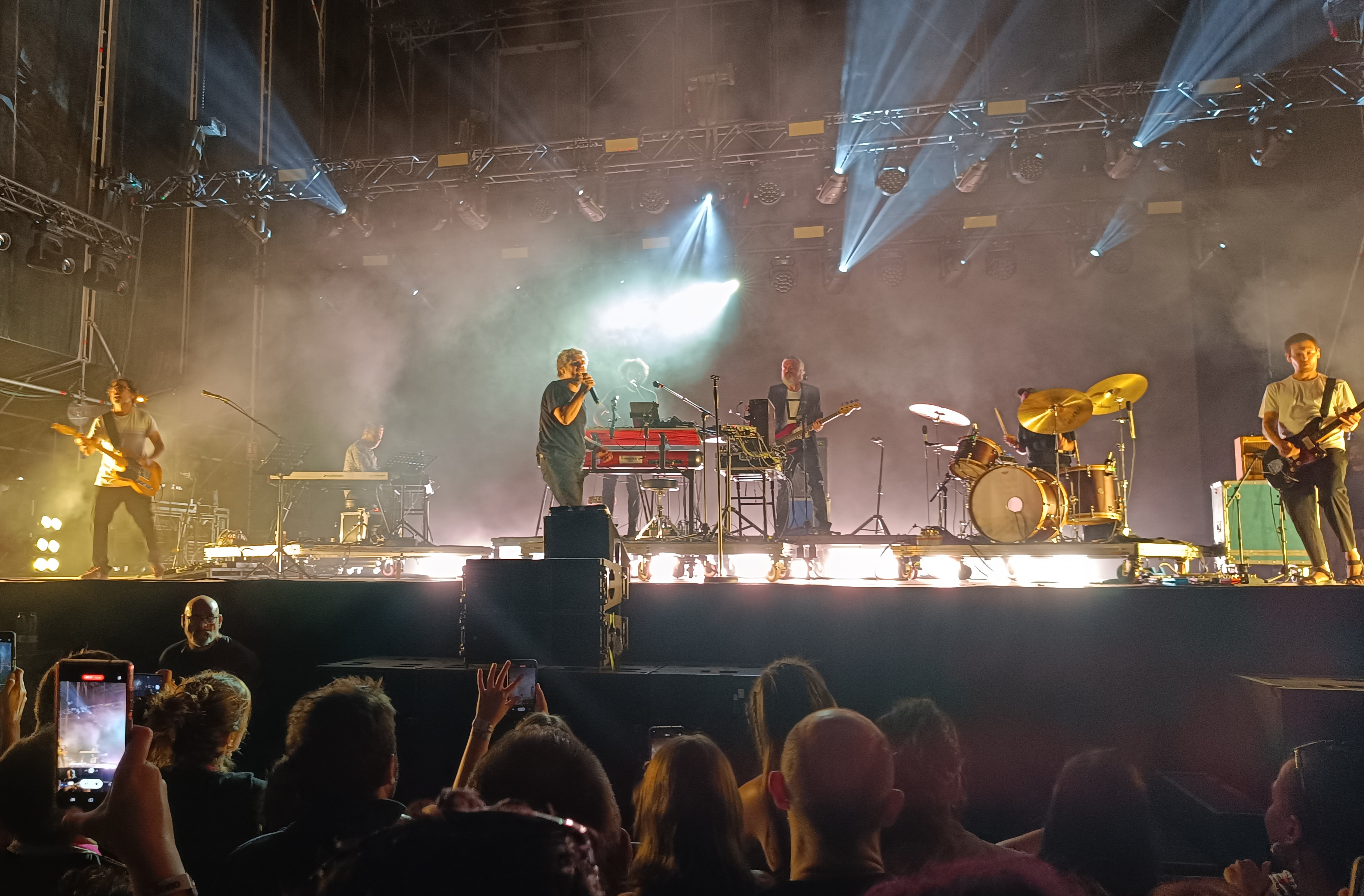
Actuación de Iván Ferreiro en el Escenario Aranda el 12 de agosto.

- 23:10 horas: Amaral (Concierto especial 25 años)
- 1:50 horas: Ojete Calor
- 3:30 horas: Fiesta Polenta

Escenario Aranda
- 19:00 horas: Bely Basarte
- 20:30 horas: Alizzz
- 22:20: Iván Ferreiro
- 1:00 horas: Arde Bogotá
- 2:40 horas: La La Love You

### 13 de agosto
El domingo 13 de agosto fue la clausura del festival, y únicamente se celebraron conciertos en el centro de Aranda y los escenarios secundarios, dando por concluida la edición.
| Predecesor: Sonorama 2022 | XXVIª edición del Festival Sonorama Agosto de 2023 | Sucesor: Sonorama 2024 |